# Sinjë
Sinjë es una localidad albanesa del condado de Berat. Se encuentra situada en el centro-sur del país y desde 2015 está constituida como una unidad administrativa del municipio de Berat. A finales de 2011, el territorio de la actual unidad administrativa tenía 3351 habitantes.
La unidad administrativa incluye los pueblos de Galinë, Kamçisht, Levan, Mbjeshovë, Mbolan, Mbreshtan, Molisht, Osmënzezë 1, Osmënzezë 2, Paftal, Plashnik i Vogël, Sadovicë, Sinjë y Velçan.
Se ubica unos 10 km al suroeste de la capital municipal Berat.